# 浜町 (長崎市)
浜町（はままち）は、長崎市の町名。丁番を持たない単独町名である。郵便番号は850-0853（長崎中央郵便局管区）。
地名の正式名称は「はままち」だが、地元民には「はまのまち」、「はまんまち」とも呼ばれる。

## 地理
長崎市中心部に位置する。北西から北で中島川を跨いで中央橋築町・賑町、北東で万屋町、南東で油屋町、南で本石灰町、南西で銅座町、西の一点で江戸町と隣接する。浜の町アーケード商店街があり、周辺には浜屋やS東美などが立ち並んでいる。高層建造物が多く、賑わいを見せている。また、長崎一の繁華街である。そのため周辺道路は時間を問わず渋滞している。

### 河川
- 中島川
- ししとき（鹿解）川

## 歴史
元は町名が示す通り浜辺の町であったが、1663年（寛文3年）に現在のアーケード街一帯が埋立てられ町名に名を残すのみとなっている。1966年（昭和41年）の町界町名変更の際に、「東浜町」と「西浜町」が合併し現在の区分けとなった。

## 世帯数と人口
2022年（令和4年）1月31日現在の世帯数と人口は以下の通りである。
| 町丁 | 世帯数  | 人口  |
| ---- | ------- | ----- |
| 浜町 | 254世帯 | 428人 |

## 小・中学校の学区
市立小・中学校に通う場合、学区は以下の通りとなる。
| 番地 | 小学校             | 中学校               |
| ---- | ------------------ | -------------------- |
| 全域 | 長崎市立諏訪小学校 | 長崎市立桜馬場中学校 |

## 交通

### 鉄道
- 長崎電気軌道蛍茶屋支線浜町アーケード停留場

### バス
- 長崎バス
- 県営バス

### 道路
- 国道324号
- 春雨通り

## 施設

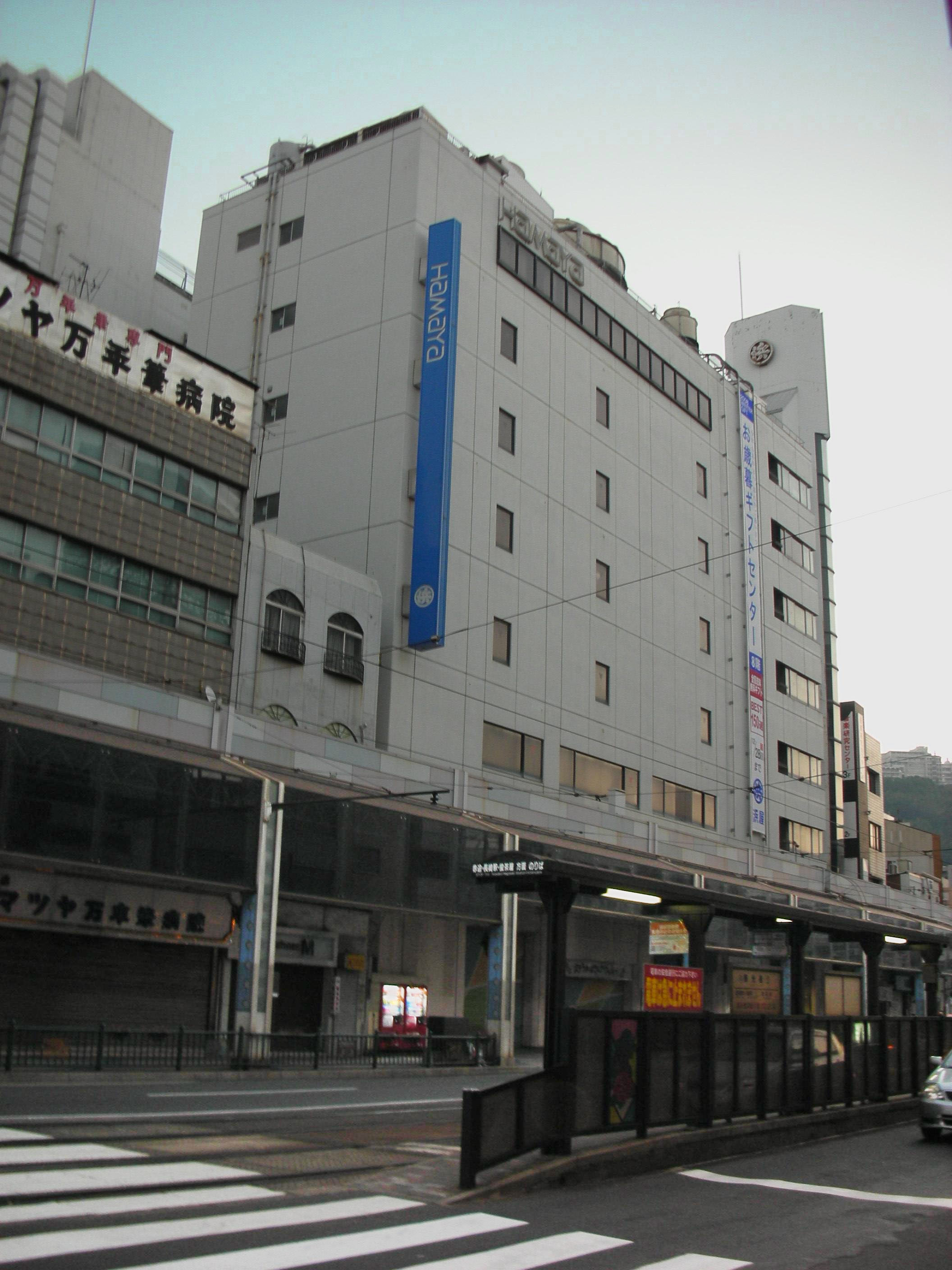
浜屋百貨店

### 店舗
- 浜屋百貨店
- ハマクロス411
- めがねのコクラヤ
- TASAKI
- S東美
- 長崎西沢本店
- ザ・インポート
- 文明堂総本店
- 石丸文行堂
- TSUTAYA遊ING浜町店
- ベスト電器長崎本店

### 現存しない施設
- 長崎大丸（2011年7月末を以て閉店）

### その他
- 唐子地蔵